# C'oyob Tújub
C'oyob Tújub är en ort i Mexiko.   Den ligger i kommunen Tampamolón Corona och delstaten San Luis Potosí, i den centrala delen av landet, 250 km norr om huvudstaden Mexico City. C'oyob Tújub ligger 136 meter över havet och antalet invånare är 233.
Terrängen runt C'oyob Tújub är platt åt sydost, men åt nordväst är den kuperad. Runt C'oyob Tújub är det ganska tätbefolkat, med 58 invånare per kvadratkilometer. Närmaste större samhälle är Tanquián de Escobedo, 10,9 km öster om C'oyob Tújub. Omgivningarna runt C'oyob Tújub är en mosaik av jordbruksmark och naturlig växtlighet.